# ادوارد هانت
ادوارد هانت (انگلیسی: Eduard Hundt; ۳ اوت ۱۹۰۹ – ۲۲ ژوئیهٔ ۲۰۰۲) بازیکن فوتبال اهل آلمان بود.
از باشگاه‌هایی که در آن بازی کرده‌است می‌توان به باشگاه ورزشی وردر برمن و باشگاه فوتبال شوارتز-وایس اسن اشاره کرد.
وی همچنین در تیم ملی فوتبال آلمان بازی کرده‌است.